# Chemotherapie

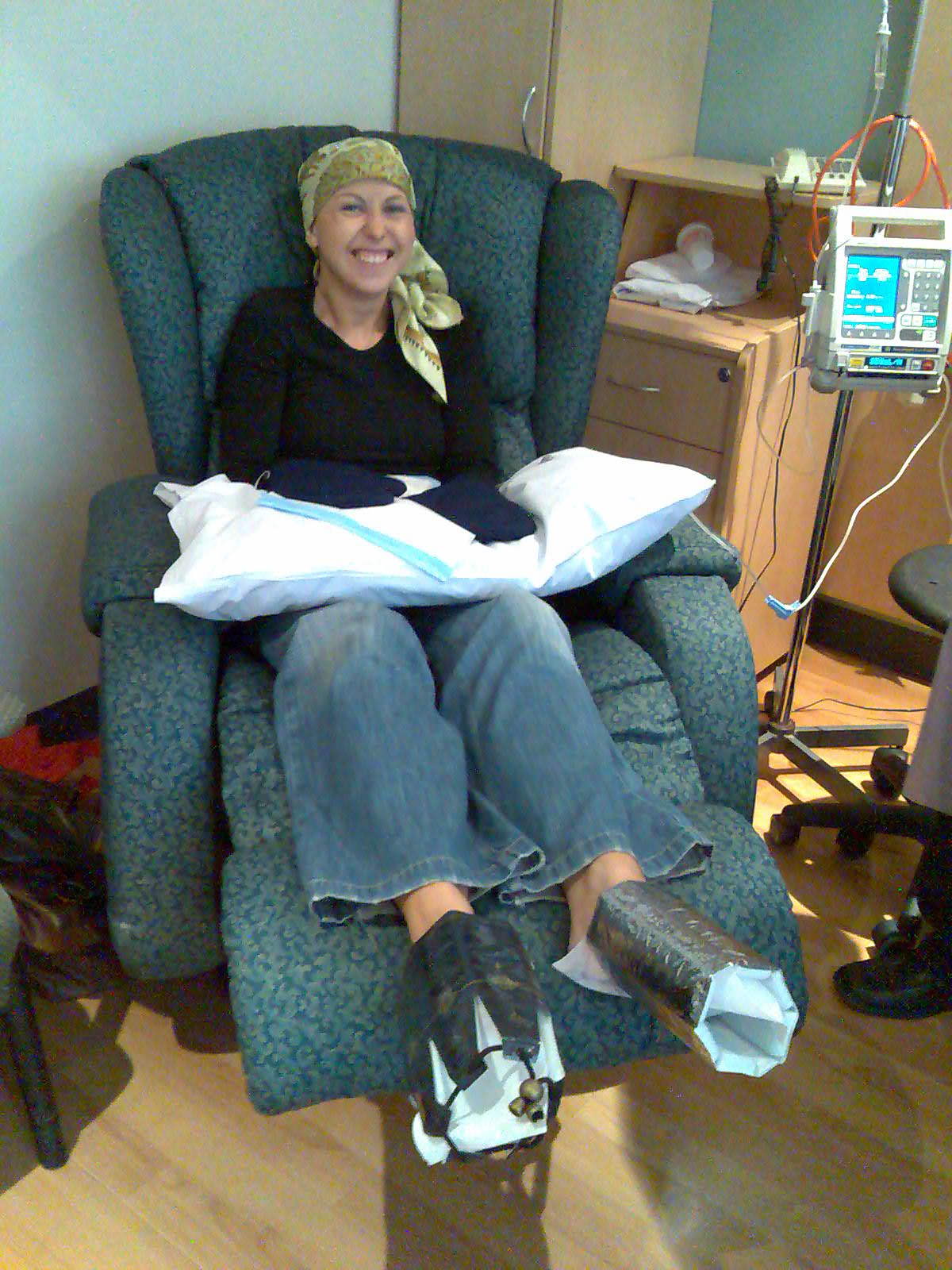
Door koeling van de handen en voeten, wordt beschadiging van de nagels en perifere zenuwuiteinden tegengegaan

Chemotherapie is de behandeling van kanker met geneesmiddelen. Oorspronkelijk duidde de term op alle soorten behandelingen met chemische middelen en medicatie. Chemotherapie is behalve chirurgie en radiotherapie een van de drie pijlers voor de behandeling van patiënten met kanker. Een serie van behandelingen bij elkaar wordt ook wel chemokuur genoemd, een voor dit doel gebruikte stof een cytostaticum.

## Principes van toepassing
Chemotherapie heeft tot doel de tumorcellen te doden. De ideale chemotherapie doodt alle tumorcellen, zonder gezonde cellen aan te tasten. Op een heel enkele uitzondering na, bij zeer specifieke tumoren, zijn zulke middelen nog niet gevonden. Bijwerkingen waar bijna iedere patiënt mee te maken krijgt, zijn vermoeidheid en haaruitval.
Omdat tumorcellen snel delen, wordt de therapie op sneldelende cellen gericht. Daardoor vermindert na een kuur het aantal bloedcellen, valt het haar uit en kan er misselijkheid optreden. Omdat gezonde beenmergcellen, haarfollikels, cellen van het maagslijmvlies en dergelijke zich sneller herstellen dan kankercellen, geeft men, zodra het gezonde weefsel is hersteld, een nieuwe kuur. Door dit een aantal keren te herhalen, groeit de tumor langzamer of wordt steeds kleiner.

### Adjuvante behandeling
Uit onderzoek blijkt dat de vooruitzichten van mensen met bepaalde vormen van kanker beter zijn, wanneer de operatie gecombineerd wordt met chemotherapie, voor, na of beide. Bijvoorbeeld bij borstkanker wordt minder ingrijpend geopereerd dan vroeger, maar deze operatie wordt meer dan vroeger met bestraling en chemotherapie gecombineerd.

### Combinatie
Tumorcellen worden vaak resistent tegen cytostatica. Daarom begint men medio jaren vijftig met het combineren van verschillende soorten therapie tijdens een en dezelfde behandeling. Door tumorcellen te bestrijden met middelen die ieder op hun eigen manier werken, is er de kans groter dat ze allemaal voor een ervan gevoelig zijn. Door een combinatie van middelen te geven, kan men de tumor harder treffen en het gezonde weefsel sparen. Men combineert dan bijvoorbeeld een middel dat eventueel het zenuwstelsel zou kunnen beschadigen in een lage dosis met een middel dat schadelijk is voor het beenmerg. Geneesmiddel dat bij chemotherapie wordt gebruikt zijn te verdelen in klassieke cytostatica en overige middelen.

## Klassieke cytostatica

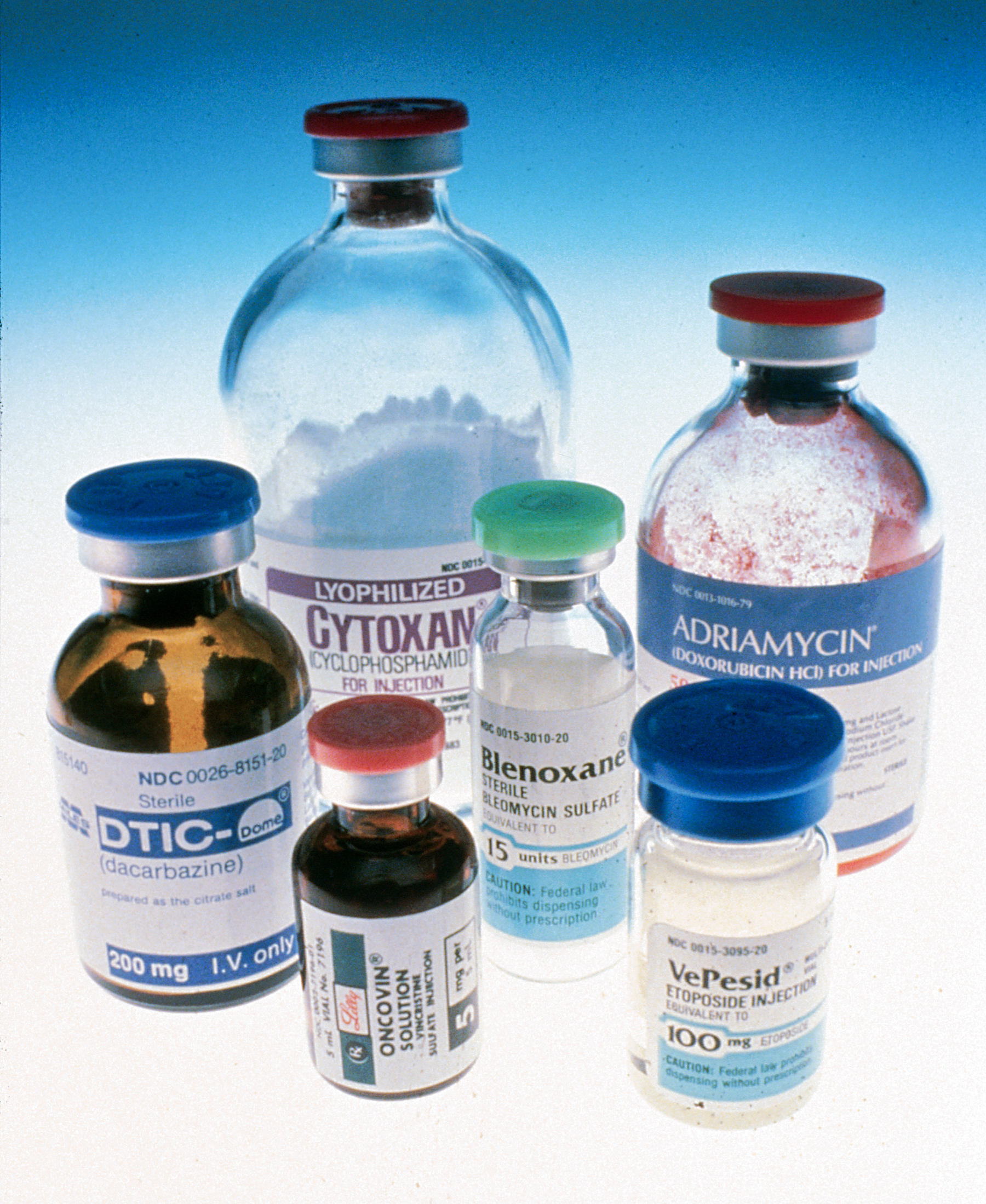
Gebruikte middelen

Een cytostaticum, meervoud cytostatica, is een medicijn dat bij de behandeling van kanker wordt gebruikt en beoogt de deling van cellen te stoppen. De werking berust over het algemeen op het ingrijpen op de chemische reacties in de cel die nodig zijn voor de celdeling, voor de mitose. Hierbij worden vooral snelgroeiende cellen beschadigd. Aangezien de tumorcellen door een versnelde celdeling worden gekenmerkt, vaak in combinatie met een beschadigd celreparatie-mechanisme, zijn ze veel gevoeliger voor de cytostatica dan gezonde cellen. Dit verschil maakt behandeling met deze in feite zeer toxische stoffen mogelijk.
Cytostatica worden ook bij ernstige, niet-kwaadaardige ziekten toegediend, bijvoorbeeld bij sommige auto-immuunziekten.

### Geschiedenis
De Duitsers hebben in de Tweede Wereldoorlog op 3 december 1943 de haven van de Italiaanse stad Bari gebombardeerd, waarbij een Amerikaans schip met stikstofmosterd (een derivaat van mosterdgas) aan boord werd beschadigd. Het viel de jonge legerarts Stewart Alexander op, dat bij de besmette patiënten het aantal witte bloedcellen dramatisch was gedaald, terwijl de rest van hun weefsel onaangetast leek. Hij en zijn overste, de Amerikaanse arts Cornelius Packard Rhoads bedachten, dat mosterdgas voor de behandeling van lymfeklierkanker en leukemie kan worden gebruikt.
De farmacologen Louis Goodman (1906-2000) en Alfred Gilman (1908-1984) uit de Verenigde Staten, ingehuurd door het Amerikaanse Ministerie van Defensie, stelden rond dezelfde tijd vast dat mosterdgas snel delende cellen beïnvloedt. Na kanker te hebben gekweekt bij muizen en konijnen behandelden ze de dieren succesvol met mosterdmiddelen. Het eerste cytostaticum werd in 1946 uit mosterdgas ontwikkeld en in 1949 vond de eerste chemotherapie plaats.
Men ging daarna verder op zoek naar gelijkaardige stoffen. Die familie van de alkylerende chemotherapeutica wordt nog steeds gebruikt. Er werd in de jaren 1950 doelgericht naar antimetabolieten gezocht, stoffen die de DNA-vorming verhinderen, bijvoorbeeld door verstoring van de functie van foliumzuur. De ontdekking van cisplatine in 1965 bij een experiment naar de invloed van elektriciteit op de celdeling was daarentegen weer toeval.

### Middelen
De volgende klassieke cytostatica zijn te onderscheiden:
- alkylerende stoffen, zoals cyclofosfamide, door een alkylgroep aan het DNA te hechten, kan dit niet meer worden gekopieerd
- middelen die de DNA-vorming verstoren, zodat cellen zich niet kunnen delen, zoals methotrexaat, tioguanine en 5-fluoro-uracil, die enzymen afremmen die betrokken zijn bij de DNA-vorming
- middelen die de celdeling verhinderen, zoals vinca-alkaloïden en taxanen - Vincristine bijvoorbeeld, verhindert de totstandkoming van de spoel die de chromosomen bij de celdeling van elkaar moet scheiden
- antitumor-antibiotica zoals doxorubicine - Antibiotica zijn stoffen die een bacterie of schimmel produceert om concurrerende bacteriën of schimmels af te remmen of te doden. Behalve antibiotica die bacteriën of schimmels remmen, zijn er ook antibiotica die tumorcellen doden.
- topo-isomeraseremmers zoals irinotecan - Topo-isomerase is een enzym dat de spanning in een nieuw gevormde DNA-spiraal vermindert en zo breuken voorkomt. Door dit te remmen kan het DNA niet meer worden afgelezen.
- overige cytostatica zoals cisplatine - Cisplatine legt dwarsverbindingen in het DNA waardoor kopiëren niet meer mogelijk is.

### Bijwerkingen

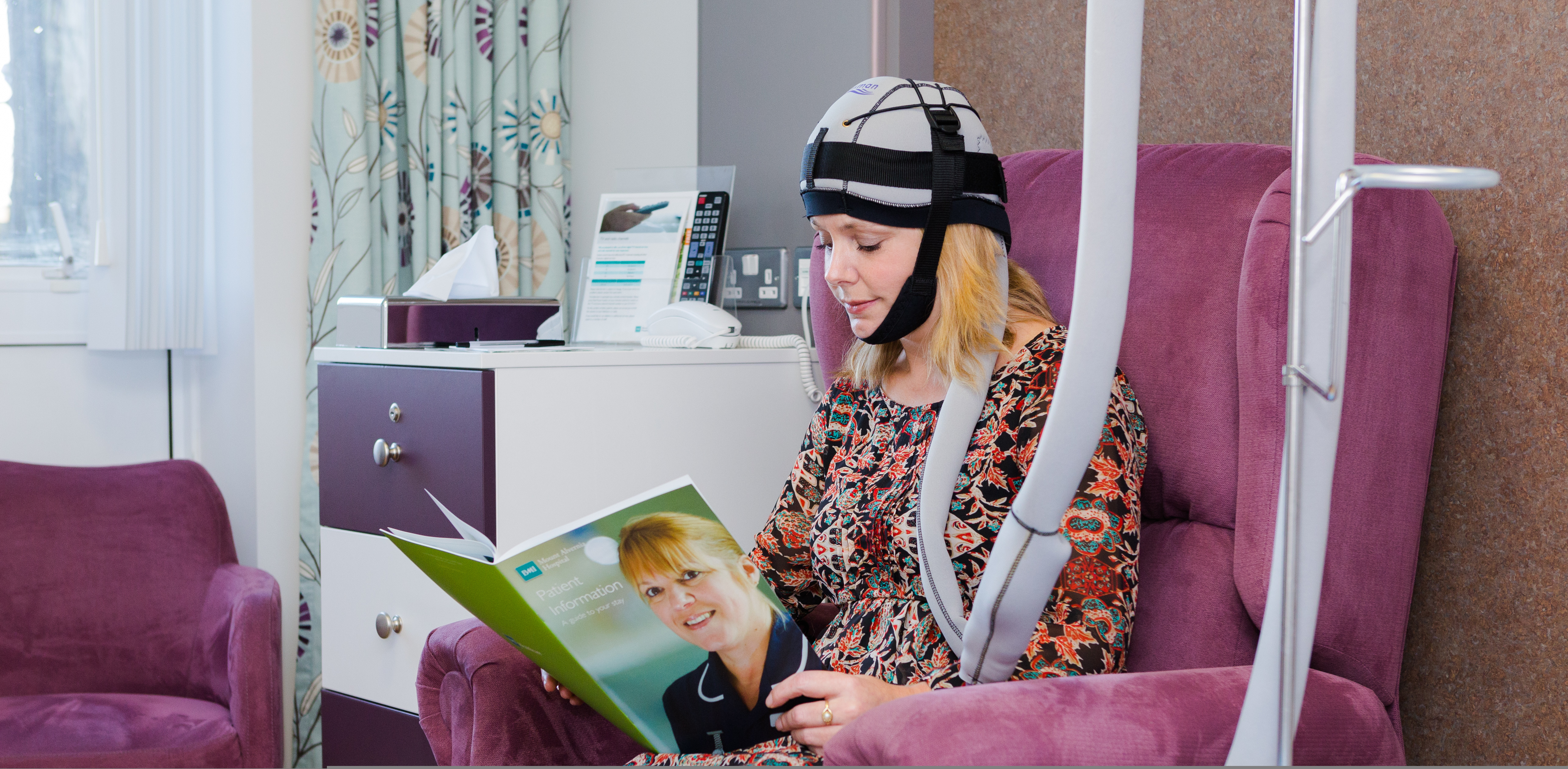
Paxman-koelingsysteem

Cytostatica remmen niet alleen tumorcellen af, maar ook gezonde sneldelende cellen, waardoor bijwerkingen ontstaan, zoals
- remming van het beenmerg met als gevolg bloedarmoede, infecties en een verhoogde kans op bloedingen
- remming van de celdeling in het slijmvlies van het maag-darmkanaal met als gevolg mondslijmvliesontstekingen, misselijkheid, braken, diarree
- haaruitval en beschadiging van nagels en zenuwuiteinden van handen en voeten. Koeling van handen en voeten kunnen bijwerkingen aan de nagels voorkomen. Daarnaast kan dit ook beschadiging van zenuwuiteinden aan handen en voeten tegengaan (bij bepaalde cytostatica).[4] [5] Bovendien wordt er ook koeling gebruikt aan de schedel om haarverlies te voorkomen. Het gebruik van koeling wordt ook wel hypothermie genoemd. Het gebruiken van koeling zou zorgen voor de vertraging van stofwisseling van de cellen. Dit komt omdat er de koeling zorgt voor vernauwing van de bloedvaten waardoor er minder bloed en dus ook minder geneesmiddelen (waaronder chemotherapie) tot aan de schedel geraakt. Het gevolg van minder chemotherapie die tot aan de schedel geraakt, zorgt dus ook voor minder bijwerkingen. Dit resulteert in minder haarverlies (De Barros Silva et al., 2020b).[6] Recente studies[(sinds) wanneer?] tonen het succes aan van deze behandeling. Zo zou het risico op haarverlies beperkt worden tot 50% bij de nieuwere technieken. Een voorbeeld van een nieuwe techniek is het Paxman-systeem (Rugo & Voigt, 2018).[7]
- Smaakveranderingen: patiënten die behandeld worden met chemotherapie ervaren vaak een verstoring van hun smaakzin. Dit kan leiden tot verminderde eetlust, met gewichtsverlies tot gevolg.  Recent onderzoek heeft aangetoond dat smaaksturing, zoals het aanpassen van gerechten aan de smaakvoorkeuren van de patiënt, kan helpen om de eetlust te verbeteren en de voedselinname te verhogen. In een studie van Geurden et al. (2024)[8] leidde het bereiden van gepersonaliseerd brood en soep tot een significante verbetering van de eetlust en een verhoogde voedselinname bij chemotherapiepatiënten. Dit resulteerde ook in een betere kwaliteit van leven en minder negatieve effecten van chemotherapie, zoals misselijkheid en vermoeidheid.  Daarnaast werd in een systematische review van Nagraj et a[9]l. (2017) het effect van zinksupplementen op smaakstoornissen onderzocht. De review suggereerde dat zink in sommige gevallen de perceptie van smaak kan verbeteren, maar de resultaten waren niet consistent. Dit geeft aan dat er meer onderzoek nodig is naar de effectiviteit van zinksupplementen.  Smaaksturing door smaakversterkers kan een nuttige interventie zijn om de eetlust en het welzijn van patiënten te bevorderen, terwijl supplementen mogelijk nuttig kunnen zijn, maar verder onderzoek is nodig om de effectiviteit hiervan te bevestigen.

#### Ervaringen met hoofdkoeling tijdens chemotherapie
Chemotherapie wordt vaak als het meest belastende aspect van de behandeling tegen kanker beschouwd omdat deze gelinkt wordt aan onaangename symptomen, waaronder haaruitval (alopecia) (Jassim, Doherty, Whitford, & Khashan, 2023) . Uit onderzoek naar patiëntenbeoordelingen van (Pedersini, et al., 2019)  blijkt dat 43% van de bevraagde patiënten zich zorgen maken over haaruitval. 77% van de patiënten uit hetzelfde onderzoek vreest dat de haaruitval hun levenskwaliteit zal verminderen. Bij 75% van de bevraagde patiënten werd tijdens de behandeling met een ijskap (DigniCap merknaam) de levenskwaliteit tijdens chemotherapie als goed ervaren en verdragen, ongeacht het haarverlies. De meest voorkomende nevenwerkingen waren koudegevoel, hoofdpijn, tintelingen, schedelpijn, duizeligheid, lokale huidreacties en een zwaar gevoel in het hoofd (Pedersini, et al., 2019). Dit blijkt ook uit onderzoek van (Keim, et al., 2021) , waar hoofdpijn en ongemak bij aanvang van de therapie opnieuw opduikt als meestvoorkomende bijwerking. Uit verder onderzoek van (Heery, Cohen, & Mena, 2019)  blijkt dat er enkele aandachtspunten zijn bij het gebruik van een ijskap. Deze zorgen ervoor dat niet elke patiënt even gemotiveerd blijft om de ijskap-applicatie te blijven gebruiken. Enkele aandachtspunten zijn; het haar maximaal één keer per week wassen met sulfaat-vrije shampoo en conditioner, geen gebruik van haardroger, geen haarkleuring en het haar niet laten knippen. Betere resultaten worden bekomen indien patiënten psychosociale, emotionele steun en educatie ontvangen van zowel therapeuten, teamleden en artsen. Hierdoor worden ze voldoende aangemoedigd om het volledige programma met de ijskap te voltooien en deze niet vroegtijdig te beeïndigen (Heery, Cohen, & Mena, 2019).

#### Verdere bijwerkingen
- Bijwerkingen, specifiek voor een middel, bijvoorbeeld beschadiging van het zenuwstelsel bij vincristine, van de nieren bij onder andere cisplatine, het hart bij doxorubicine en de longen bij bleomycine
- Cytostatica kunnen indien gebruikt tijdens een zwangerschap, het kind ernstig beschadigen.
- Indien de patiënt geneest van de kanker, kan jaren later een 'tweede maligniteit' ontstaan. Deze tweede maligniteiten zijn deels het gevolg van de behandeling door de beschadiging van het DNA die is veroorzaakt.
- Misselijkheid bij chemotherapie kan met 5HT3 blokkerende middelen worden bestreden, zoals granisetron, ondansetron en tropisetron. Cytostatica maken 5HT3 namelijk vrij uit bepaalde cellen en deze middelen blokkeren het effect daarvan. Toevoegen van corticosteroïden versterkt het effect. Naast het gebruik van 5HT3 blokkerende middelen en corticosteroïden is Olanzapine ook een meerwaarde in het bestrijden van misselijkheid en braken bij chemotherapie. Olanzapine kan nevenwerkingen hebben zoals slaperigheid, maar het wordt als veilige medicatie beschouwd. Voor mensen met kanker wordt een dosering van 5 mg aanbevolen. Ondanks dat er wetenschappelijk onderzoek bestaat dat nog een onzekerheid omschrijft over het effectief verminderen van misselijkheid, zijn hier toch al veelbelovende resultaten mee geboekt.[14] [15][16]
- Vermoeidheid kan een groot probleem zijn.[17]
- Verminderde vruchtbaarheid kan ook een bijwerking zijn van chemotherapie.
- mondslijmvliesontsteking: ontsteking van het slijmvlies van de mond met als gevolg letsel/aften in de mond. Hiervoor hebben ze een behandeling die effect zou hebben. LLLT of low level lasertherapie is de benaming van de behandeling die kan toegepast worden.

### Voorzorgen
Cytostatica zijn middelen die veel en ernstige bijwerking met zich mee kunnen brengen. Er is daar een nauwgezette controle op nodig. De witte bloedcellen en bloedplaatjes zullen vaak moeten worden geteld alvorens een nieuwe kuur kan worden gebruikt. Een goed lopend infuus is belangrijk, waarbij het belangrijk is dat men er zeker van is dat het cytostaticum daadwerkelijk in de ader komt, en niet erbuiten, omdat dit necrose, weefselsterfte tot gevolg kan hebben. Iedereen die met cytostatica werkt dient ook zichzelf te beschermen tegen direct contact met het middel. Cytostatica zijn gevaarlijke stoffen omdat ze op zichzelf weer kankerverwekkend of schadelijk voor de voortplanting kunnen zijn.

## Andere middelen
- hormonen en antihormonen, zoals tamoxifen bij borstkanker
- immunomodulantia: middelen die de auto-immuunreactie tegen de tumor versterken, zoals interferon-α of interleukine-2
- monoklonale antilichamen: specifiek gefabriceerde antistoffen, bijvoorbeeld tegen eiwitten die een overreactie geven op het celmembraan van een tumor
- proteïnekinaseremmers: kleine moleculen die eiwitten blokkeren die belangrijk zijn voor de vorming van kanker, bijvoorbeeld via angiogenese of celproliferatie
- overige middelen: bijvoorbeeld bisfosfonaten om de gevolgen van botuitzaaiingen te remmen

## Indicaties
Chemotherapie is de belangrijkste behandeling bij verscheidene vormen van kanker, zoals zaadbalkanker, ziekte van Hodgkin, non-hodgkinlymfoom en leukemie. Bij het testiscarcinoom, zelfs als er uitzaaiingen zijn, en de ziekte van Hodgkin kan een groot percentage van de patiënten door de chemotherapie worden genezen.
Bij andere vormen van kanker, zoals borstkanker, wordt chemotherapie op indicatie als adjuvante therapie gegeven. Dit betekent dat chirurgie de primaire behandeling vormt, en door middel van aanvullend chemotherapie wordt de kans op terugkeer van de ziekte, van recidief, of optreden van uitzaaiingen, van metastasen verminderd.
Ten slotte zijn er nog kankersoorten waarvoor geen genezing mogelijk is en is er alleen nog palliatieve zorg mogelijk. Vaak gaat het dan om kanker waarbij uitzaaiingen zijn ontstaan. Het doel is dan bestrijden of voorkomen van klachten die door de tumor wordt veroorzaakt, en verlenging van leven.

## Gelokaliseerd
Chemotherapie werkt niet alleen daar waar het nodig was. Bij selectieve perfusie probeert men de bloedsomloop van bijvoorbeeld de lever, te scheiden van die van de rest van het lichaam, zodat men een levertumor kan behandelen zonder elders schade aan te richten. Men tracht ook aflevervormen te vinden die ervoor zorgen dat het geneesmiddel alleen in de tumor wordt geactiveerd.

## Trialverband
Omdat er voortdurend nieuwe middelen en therapieën bij komen, worden nieuwe strategieën eigenlijk alleen in Europees trialverband toegepast.